# Hideki Matsunaga
Hideki Matsunaga (født 8. februar 1963) er en tidligere japansk fodboldspiller og træner.
Han har spillet for flere forskellige klubber i sin karriere, herunder Matsushita Electric.
Han har tidligere trænet Verdy Kawasaki, Ventforet Kofu, Vissel Kobe og FC Gifu.